# Thomas Rempen

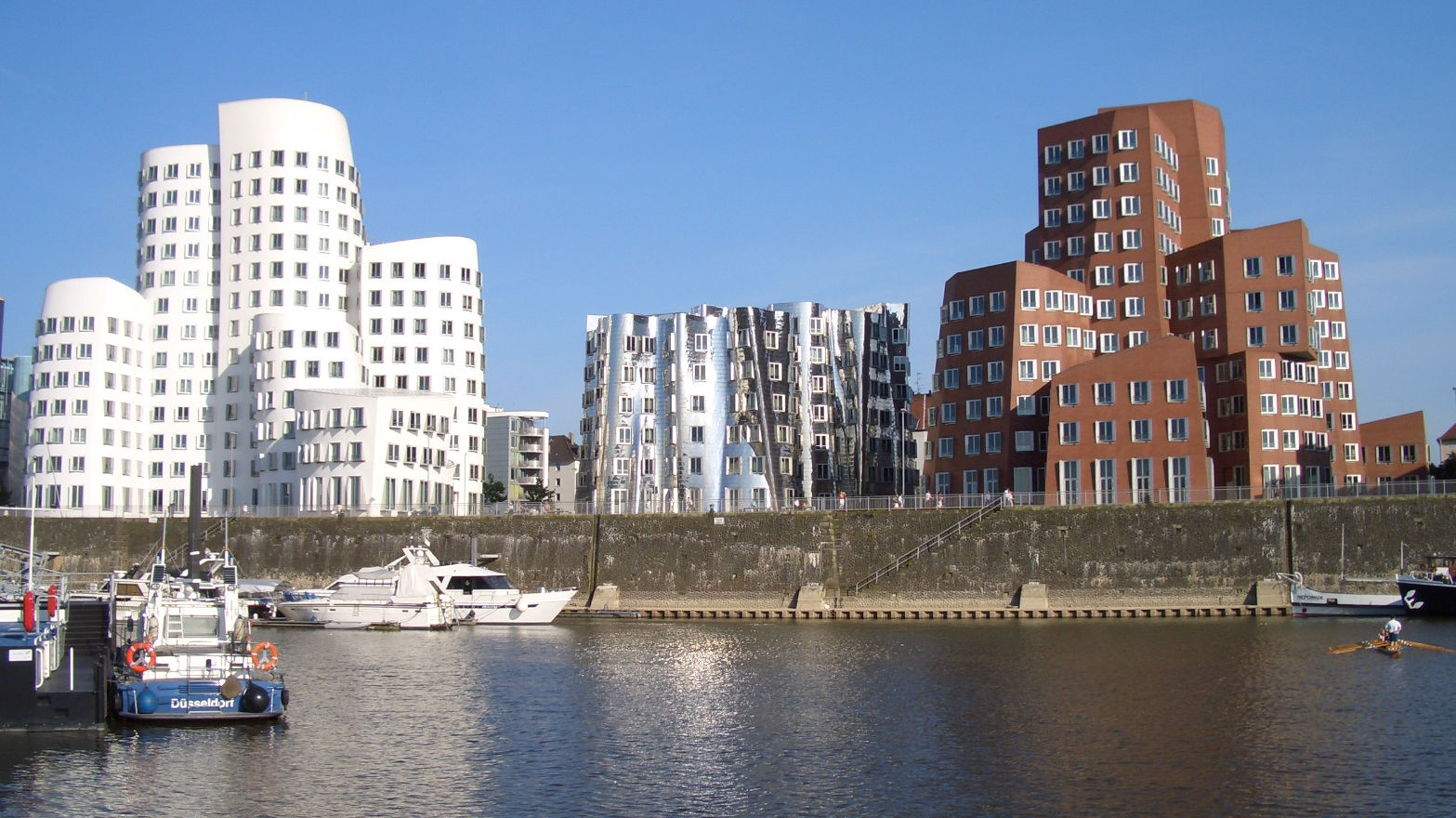
Neuer Zollhof, Gesamtansicht

Thomas Michael Kurt Rempen (* 21. Juli 1945; † 26. November 2023 in Drensteinfurt-Rinkerode) war ein deutscher Kommunikationsdesigner.

## Leben
Nach dem Abitur in Stuttgart studierte Thomas Rempen an der Kunstakademie Stuttgart, danach an der damaligen Werkkunstschule Wuppertal, wo er neben Typografie, Fotografie und Texten die Grundlagen von Werbekonzeptionen studierte. Er schloss seine Studien 1969 mit dem Diplom ab.
Nach dem Diplom startete er als Junior Artdirector bei einer Werbeagentur. Dort lernte er die Partner kennen, mit denen er 1972 in Düsseldorf die Werbeagentur Hildmann, Simon, Rempen & Schmitz gründete. Nach dem Austritt von Anton Hildmann übernahm er 1985 die Führung der Gesellschaft. In den folgenden Jahren entwickelte sich die Agentur erfolgreich weiter, wofür sie mehrere Auszeichnungen der Werbebranche bekam. Nach der erfolglosen Suche nach besseren Büroräumen für seine Agentur, entwickelte Rempen 1989 mit der Stadt Düsseldorf für den alten Düsseldorfer Hafen das Konzept eines Architekturparks. Dort baute er mit Frank Gehry von 1994 bis 1998 den Neuen Zollhof.
1993 verließ er Hildmann, Simon, Rempen & Schmitz und gründete zum 1. Januar 1994 Rempen & Partner. Die Agentur-Tochter wysiwyg software design konzipierte mit Spiegel Online das erste elektronische Magazin im Internet.
Im Jahr 2000 erhielt Thomas Rempen den Ruf auf den Lehrstuhl für Integriertes Kommunikationsdesign an der Folkwang Universität der Künste in Essen. Er lehrte dort als ordentlicher Professor bis zu seinem 65. Geburtstag im Jahr 2010.
Rempens Agentur arbeitete mit der französischen Agenturgruppe Havas zusammen, um seine Produkte weltweit verkaufen zu können. 2003 zog sich Rempen aus gesundheitlichen Gründen aus seiner Agenturgruppe zurück und übertrug alle seine Anteile an seine Partner. Er lebte zuletzt im Münsterland, wo er mit seiner Frau Christiane Spahn-Rempen auf Hofgut Ashege als Projektentwickler einen eigenen Bioland-Betrieb betrieb.
Thomas Rempen war Mitglied des Art Directors Club von Deutschland (ADC), des Deutschen Designers Club (DDC), im Rat für Formgebung und war auch Gründungsmitglied der Bundesstiftung Baukultur. 2011 bekam er den Verdienstorden der Bundesrepublik Deutschland (Verdienstkreuz 1. Klasse) zuerkannt.
Am 26. November 2023 starb Thomas Rempen im Alter von 78 Jahren auf seinem Hofgut Ashege in Drensteinfurt-Rinkerode. Er hinterließ seine Ehefrau und fünf Kinder.

## Schriften
- Frank O. Gehry: Der Neue Zollhof Düsseldorf. Hrsg.: Thomas Rempen. Verlag Peter Pomp, Bottrop / Essen 1999, ISBN 3-89355-206-5.
- Uwe Stoklossa: Blicktricks – Anleitung zur visuellen Verführung. Hrsg.: Thomas Rempen. Verlag Hermann Schmidt, Mainz 2005, ISBN 3-87439-681-9.
- Thomas Rempen, Peter Wippermann, Anette Scholz (Hrsg.): Das Jahr der Werbung 2013. Econ Verlag, Berlin 2013, ISBN 978-3-430-20148-3.